# فيليب إريكسون
فيليب إريكسون (بالسويدية: Filip Eriksson)‏ هو متسابق يخت سويدي، ولد في 25 مايو 1882 في غوتنبرغ في السويد، وتوفي في 25 ديسمبر 1951.

## وصلات خارجية
- فيليب إريكسون على موقع اللجنة الأولمبية الدولية (الإنجليزية)
- فيليب إريكسون على موقع أوليمبيديا (الإنجليزية)
- فيليب إريكسون على موقع اللجنة الأولمبية السويدية (السويدية)